# Österreichischer Würdigungspreis für Literatur
Österreichische Würdigungspreis für Literatur (da. Østrigske litterære anerkendelsespris) er en østrigsk litteraturpris, der siden 1972 er uddelt til østrigske forfattere og deres forfatterskab. Med prisen uddeles hvert år 11.000 Euro til en eller flere forfattere.

## Prismodtagere
- 1975 Friederike Mayröcker
- 1976 Gerhard Rühm
- 1977 Andreas Okopenko
- 1978 Ernst Jandl og Erich Fried
- 1982 Alfred Kolleritsch
- 1983 Elfriede Jelinek
- 1987 Gert Jonke
- 1990 Werner Kofler
- 1991 Peter Rosei og Felix Mitterer
- 1992 Renate Welsh
- 1993 Jeannie Ebner og Helmut Eisendle
- 1996 Fred Wander og Michael Scharang
- 1999 Elisabeth Reichart
- 2001 Waltraud Anna Mitgutsch
- 2004 Christoph Ransmayr
- 2005 Florjan Lipuš
- 2006 Christoph Wilhelm Aigner
- 2007 Michael Köhlmeier